# Historia del siglo XX (libro)
The age of extremes: The short twentieth century, 1914-1991 (literalmente La edad de los extremos: El corto siglo XX, 1914-1991), publicado en España y en Hispanoamérica como Historia del siglo XX, es un libro escrito en 1994 por el historiador marxista británico Eric Hobsbawm.
En el mismo el autor comenta lo que ve como los «desastrosos fracasos» del socialismo de Estado, el capitalismo y los distintos nacionalismos. Asimismo, ofrece una visión igualmente escéptica acerca del progreso de las artes y los cambios de la sociedad (sobre todo occidental) durante la segunda mitad del siglo XX.
Hobsbawm llama al período desde el comienzo de la Primera Guerra Mundial hasta la caída del socialismo real el «corto siglo XX», el cual siguió al «largo siglo XIX», período que según él había empezado con la Revolución francesa de 1789 y finalizado con el comienzo de la primera gran guerra europea de 1914. Esos hechos históricos, muy importantes o trascendentes, fueron debatidos en su anterior trilogía, La era de la revolución: Europe 1789-1848, La era del capital: 1848-1875 y La era del imperio: 1875-1914. En los Estados Unidos, este cuarto y último libro de la saga fue publicado con el subtítulo A history of the world, 1914-1991 (“Una historia del mundo, 1914-1991”, ISBN 978-0-679-73005-7).

## Fracaso de las predicciones en general
Hobsbawm destaca los abismales errores de los recientes intentos de predecir el futuro mundial: «Los registros de los pronosticadores en los últimos treinta o cuarenta años [es decir, desde las décadas de 1950 y de 1960], cualquiera fuese su calificación profesional como profetas, ha sido tan espectacularmente malo que solo los gobiernos y los institutos de investigación económica aún tienen, o fingen tener, mucha confianza en él».
Cita al presidente estadounidense Calvin Coolidge, en un mensaje al Congreso del 4 de diciembre de 1928, prácticamente en vísperas del comienzo de la Gran Depresión, al decir: «El país puede considerar el presente con satisfacción y anticipar el futuro con optimismo”.
Hablando él mismo acerca del futuro, se limita en gran medida a predecir una continua agitación: «El mundo del tercer milenio, por lo tanto, será casi con seguridad uno de política violenta y de cambios políticos violentos. La única cosa incierta sobre ellos es adónde llevarán», y agrega que «si la humanidad va a tener un futuro reconocible, no puede ser la prolongación del pasado o del presente».
En una de sus pocas predicciones más concretas, escribió que «la distribución social [de la riqueza] y no el crecimiento dominarían la política del nuevo milenio».

## Fracaso del socialismo
La Revolución rusa de 1917 no fue la revolución anticipada y esperada por Karl Marx, la cual él esperaba que tuviese lugar en las sociedades capitalistas avanzadas. El propio Hobsbawm lo pone en los siguientes términos: «El capitalismo ha probado ser mucho más fácil de derrocar donde es débil o donde apenas existía, más que en sus regiones principales (heartlands)».
Aún dentro de Rusia, Hobsbawm duda de los aparentemente «progresistas» efectos de la Revolución de Octubre: «Lo que quedó [después de la revolución y de la guerra civil rusa] fue una Rusia aún más firmemente anclada en el pasado... Lo que realmente gobernaba el país era una maleza de burocracia más grande o más pequeña, en promedio aún menos educada y calificada que antes».
Una tesis central del libro de Hobsbawm es que, desde el comienzo, el socialismo de Estado traicionó al socialismo y a la visión internacionalista que aquel decía defender. En particular, el socialismo de Estado siempre dejaba de lado el elemento democrático de la visión socialista. «Lenin [...] concluyó desde el principio que el caballo liberal no era un corredor en la carrera revolucionaria de Rusia».
Este antiliberalismo sería profundo. En 1933, con el dictador fascista Benito Mussolini firmemente en el poder en Italia, «Moscú insistió en que el líder comunista italiano P. Togliatti retirase la sugerencia de que, tal vez, la socialdemocracia no era el principal peligro, al menos en Italia». En línea con la teoría del socialfascismo apoyada por la Internacional Comunista (Komintern) durante la década de los años 1930 que sostuvo que la socialdemocracia era una variante del fascismo.
Respecto del apoyo a la revolución internacional, escribió que «las revoluciones comunistas realmente hechas (Yugoslavia, Albania, posteriormente China) fueron realizadas contra el consejo de Stalin. La visión soviética era que, tanto internacionalmente como dentro de cada país, la política de posguerra debía continuar dentro del marco de la amplia alianza antifascista. No hay duda de que Stalin significó todo esto seriamente, y trató de probarlo al disolver el Komintern, en 1943, y el Partido Comunista de los Estados Unidos, en 1944».
Respecto de la China de Mao Zedong, comentó que «el régimen comunista chino, a pesar de que criticó a la Unión Soviética por haber traicionado a los movimientos revolucionarios después de la ruptura entre ambos países, no tiene un registro comparable de apoyo práctico a los movimientos [nacionales] de liberación del Tercer Mundo».
Por otro lado, él no es amigo de la doctrina maoísta de la revolución perpetua. «Mao estaba fundamentalmente convencido de la necesidad de la lucha, del conflicto y de la alta tensión como algo que no solo era esencial para la vida, sino que evitaba volver a las debilidades de la vieja sociedad china, cuya gran insistencia en la permanencia inmutable y en la armonía habían sido sus debilidades». Hobsbawm traza una línea directa entre esta creencia y el Gran Salto Adelante que derivó en la desastrosa gran hambruna china de 1959-61.
El socialismo, argumenta Hobsbawm, finalmente cayó porque «[...] casi nadie creía en el sistema o sentía alguna lealtad hacia él, ni siquiera quienes lo gobernaban».

## Fin del imperialismo
Sorprendentemente, para un escritor claramente de izquierdas, Hobsbawm tiene sentimientos muy mezclados y encontrados acerca del fin del orden imperial del siglo XIX, en gran medida porque no está contento con las naciones-estados que reemplazaron a los imperios: «La Primera Guerra Mundial... había hecho el habitual y razonable proceso de la negociación internacional sospechoso de ser “diplomacia secreta”. Eso fue en gran medida una reacción contra los tratados secretos arreglados entre los Aliados durante la guerra... Los bolcheviques, después de haber descubierto estos sensibles documentos en los archivos zaristas, los publicaron prontamente para que el mundo los leyese».
«Los fracasados acuerdos de paz luego de 1918 multiplicaron lo que, a finales del siglo XX, conocemos como el fatal virus de la democracia, es decir, la división del cuerpo de ciudadanos exclusivamente a lo largo de líneas étnico-nacionales o religiosas».
La reducción al absurdo (en latín reductio ad absurdum) de la lógica anticolonialista fue el intento de un grupúsculo extremista judío en el Mandato Británico de Palestina de negociar con los alemanes (vía Damasco, entonces bajo la colaboracionista Francia de Vichy), para ayudar a la liberación de Palestina de los británicos, lo que ellos consideraban como la máxima prioridad del sionismo. Un militante del grupo involucrado en esta misión finalmente se convertiría en primer ministro de Israel, Isaac Shamir.

## Fracaso del capitalismo de libre mercado
«Aquellos de nosotros que vivimos a través de los años la Gran Depresión aún encontramos casi imposible de entender cómo las ortodoxias del libre mercado puro, entonces tan obviamente desacreditadas, volvieron a dominar sobre un período global de depresión a fines de los años 1980 y 1990, el cual otra vez fueron igualmente incapaces de entender o de manejar».
«Como sucedió, los regímenes comprometidos más a fondo con la economía del laissez faire fueron también a veces, y notablemente en el caso de los EE.UU. de Reagan y la Gran Bretaña de Thatcher, profunda y visceralmente nacionalistas e irrespetuosos del mundo exterior. El historiador no puede menos que notar que las dos actitudes son contradictorias».
Asimismo, destaca la ironía de que «la economía más dinámica y de más rápido crecimiento del globo después de la caída del socialismo soviético era la de la China comunista, llevando a las conferencias de las principales escuelas de negocios occidentales y a los autores de manuales de administración —un floreciente género de literatura— a indagar en las enseñanzas de Confucio para [intentar obtener] los secretos del éxito empresarial».
En definitiva, en términos mundiales, Hobsbawn ve al capitalismo como un fracaso, al igual que el socialismo de Estado: «La creencia, siguiendo a la economía neoclásica, de que el comercio internacional irrestricto permitiría a los países más pobres acercarse a los ricos, corre contra la experiencia histórica así como también contra el sentido común. Los ejemplos de la exitosa industrialización orientada hacia las exportaciones (export-led) del Tercer Mundo usualmente citados  —Hong Kong, Singapur, Taiwán y Corea del Sur— representan menos del dos por ciento de la población del Tercer Mundo», asumiendo que siguiesen perteneciendo a ese grupo de naciones, ya que suelen ser conocidos como NICs o Newly Industrialized Countries, países recientemente industrializados.

## Fascismo
De manera no sorprendente, el desprecio de Hobsbawm por el fascismo es tan completo que ni siquiera se molesta por desarrollar el detallado análisis demoledor que le aplica al socialismo de Estado y al capitalismo de libre mercado.
Negando la supuesta respetabilidad filosófica alegada por el fascismo, escribe al respecto: «La teoría no era el punto fuerte de los movimientos dedicados [a luchar] contra lo no adecuado de la razón y del racionalismo y la superioridad del instinto y de la voluntad»; y más adelante en la misma página agrega que «Mussolini podría haberse desprendido prontamente de su filósofo de la casa, Giovanni Gentile y Hitler probablemente ni siquiera supo o se preocupó acerca del apoyo del filósofo Heidegger». En cambio, afirma, la popular atracción del fascismo yace en sus alegatos acerca de sus logros tecnocráticos: «¿No era el argumento proverbial a favor de la Italia fascista que “Mussolini había hecho que los trenes llegasen a tiempo”?».
También pregunta, provocativamente: «¿Sería el horror del holocausto menor si los historiadores concluyesen que este exterminó no a seis millones sino a cinco o aun cuatro millones?».

## Uso de las estadísticas por parte de Hobsbawm
Hobsbawm a veces hace uso de estadísticas para brindar un cuadro más amplio de la sociedad de un determinado país en un tiempo en particular. Con referencia a los Estados Unidos contemporáneos (hasta 1994, año de la escritura del libro), destaca que «en 1991, el 58% de todas las familias negras en los EE.UU. estaban encabezadas por una madre soltera y el 70% de todos los niños nacían de madres solteras». Y «en 1991 se decía que el 15% de la que era proporcionalmente la mayor población carcelaria del mundo —26 presos cada 100 000 habitantes— eran mentalmente enfermos».
Por otro lado, también encuentra estadísticas mediocres y malas para sostener su afirmación del fracaso del socialismo de Estado a la hora de promover o proveer el bienestar general de las poblaciones de los países con economía centralizada: «En 1969, los austríacos, finlandeses y polacos podían esperar vivir la misma edad promedio (70,1 años) pero en 1989 los polacos tenían una expectativa de vida de cerca de cuatro años menos [que las otras dos nacionalidades]». «...la gran hambruna china de 1959-1961, probablemente la mayor del siglo XX. Según estadísticas oficiales chinas, la población del país en 1959 era de 672,07 millones. A la tasa decrecimiento natural de los siete años precedentes, la cual era por lo menos 20 por mil al año, uno podría haber esperado que la población china en 1961 fuese de 699 millones. De hecho, eran 658,59 millones o cuarenta millones menos de los que se podrían haber esperado».
De manera «Brasil, un monumento a la negligencia social, tenía un PIB per cápita unas 2,5 mayor que el de Sri Lanka en 1939 y más de seis veces que este último país a fines de la década de 1980. En Sri Lanka, que había subsidiado los alimentos básicos y provisto de educación gratuita y cuidados de salud hasta fines de los años 1970, el nacido promedio podía esperar vivir varios años más que el brasileño promedio, y morir siendo niño a una tasa cercana a la mitad de la brasileña de 1969 y un tercio de la de 1989. El porcentaje de analfabetismo en 1989 era aproximadamente dos veces mayor en Brasil que en la isla asiática».

## Hobsbawm y las artes
Dado todo esto, no debería sorprender que Hobsbawm sea igualmente escéptico acerca de las afirmaciones del «progreso» en las artes. Sobre el arte modernista de posguerra escribe: «Consistía en gran medida en una serie de artilugios crecientemente desesperados mediante los cuales los artistas buscaban darle a su trabajo una marca inmediatamente reconocible, una sucesión de manifiestos de desesperación... o de gestos que reducían al absurdo (ad absurdum) la clase de arte que era primariamente comparada para la inversión, y a sus coleccionistas [...] como agregando un nombre individual a pilas de ladrillo (‘arte minimalista’), o evitando que se convirtiese en una mercancía dotándolo de una vida demasiado corta como para ser permanente. El olor de la muerte inminente se elevó desde estas avant-gardes. El futuro ya no era de ellos, aunque nadie sabía de quién era. Más que nunca, sabían que se encontraban en el borde» (es decir, se trababa de un fenómeno cada vez más marginal).

## Hobsbawm en la cultura popular
Eric Hobsbawm también brinda comentarios acerca de la cultura popular, un tema que había pasado por alto en otros libros. Escribe: «Buddy Holly, Janis Joplin, Brian Jones de the Rolling Stones, Bob Marley, Jimi Hendrix y un número de otras divinidades populares cayeron víctimas de un estilo de vida diseñado para una muerte temprana. Lo que hizo a esas muertes simbólicas fue que la juventud, que ellos representaban, fue no permanente por definición».
De estos, las tempranas muertes de Joplin y Hendrix tuvieron que ver con el consumo excesivo de drogas. Por su parte, el fallecimiento de Jones también puede haber sido de ese tipo (el veredicto del médico forense había sido «muerte por infortunio»); ha habido mucha controversia alrededor de los hechos que llevaron a su muerte. Finalmente, Holly murió en un accidente de aviación y Marley falleció de cáncer. No obstante, Hobsbawm también usa la evolución de la cultura juvenil como si fuese una lente para ver los cambios sociales que tuvieron lugar en el siglo XX tardío. Sobre esta, escribió: «La novedad de la nueva cultura juvenil era triple:
“Primero: la 'juventud' no era vista como una etapa preparatoria para la adultez sino, de alguna manera, como la etapa final del desarrollo humano completo. Como en el deporte, la actividad humana en la que la juventud es suprema, y que ahora definió las ambiciones de más seres humanos que cualquiera otra [etapa de la vida]. La vida claramente iba cuesta abajo después de la edad de los treinta...
“La segunda novedad de la cultura juvenil... era o se había convertido en dominante en las ‘economías de mercado desarrolladas’. Lo que los niños podían aprender de sus padres se volvió menos obvio que lo que los padres no sabían y los chicos sí. El rol de las generaciones se había revertido. Los pantalones vaqueros (blue jeans), inicialmente adoptados por estudiantes que de deseaban parecerse a sus mayores, comenzaron a aparecer... debajo de muchas cabezas canosas.”
“La tercera peculiaridad de la nueva cultura juvenil en las sociedades urbanas era su asombroso internacionalismo. Las letras en inglés de las canciones de rock a veces ni siquiera eran traducidas... Los centros de la cultura juvenil occidental en sí mismos eran lo opuesto de lo culturalmente chovinista. Le daban la bienvenida a estilos importados del Caribe, América Latina, y desde los '80, crecientemente de África.”
Aunque claramente, en la visión de Hobsbawm, no tiene muchos aspectos positivos, escribiendo que: “La revolución cultural del último siglo XX puede así ser entendida como el triunfo del individuo sobre la sociedad, o más bien, la ruptura de las hebras que en el pasado habían tejido los seres humanos en tejidos sociales”. y evoca al respecto un paralelismo con un dicho de Margaret Thatcher (la conservadora primera ministra británica entre 1979 y 1990): “No hay sociedad, sólo individuos” (en relación con un concepto liberal que sugiere que “lo social es solamente la suma de los intereses y voluntades individuales”).